# Richard Haselbacher
Richard Theodor Karl Haselbacher (* 12. Februar 1885 in Großengottern; † 7. Dezember 1918 in Saalburg) war ein deutscher Pfarrer und Politiker.

## Leben
Haselbacher war der Sohn des Eisenbahnstations-Kassenrendanten Friedrich Karl Theodor Haselbacher und dessen EhefrauPauline Emilie geborene Wenzel. Haselbacher, der evangelisch-lutherischer Konfession war, heiratete am 11. Juli 1908 in Gera Marie Lina Weißker (* 17. Oktober 1881 in Gera), die Tochter des Kaufmanns Heinrich Alwin Weißker in Gera.
Haselbacher besuchte 1889 bis 1891 die Bürgerschule in Melsungen, 1891 bis 1894 die Bürgerschule in Mühlhausen und 1894 bis 1899 das Gymnasium in Mühlhausen und 1899 bis 1902 das Gymnasium Rutheneum in Gera. Danach studierte er 1903 bis 1906 Theologie in Halle. Im Februar 1907 legte er das Kandidatenexamen ab und war von Ostern 1907 bis zum 15. April 1908 provisorischer Inhaber der 10. Lehrerstelle an der Volksschule in Triebes. Nach dem 1908 abgelegten zweiten theologischen Examen wurde er am 16. April 1908 Diakon in Hohenleuben. Am 20. April 1908 wurde er ordiniert und zum 3. März 1909 auf die Pfarrerstelle in Dorna berufen. Ab 1913 war er Pfarrer in Triebes und seit 1917 Oberpfarrer in Saalburg. Aufgrund eines Lungenleidens machte er 1915 einen Erholungsurlaub im Taunus.

## Politik
Haselbacher vertrat radikal konservative Positionen. 1913 war er Gründer des Jungdeutschland-Bundes in Triebes, später schloss er sich der Deutschen Vaterlandspartei an. Er war Mitherausgeber des konservativen „Brahmtalboten“ und Schriftleiter beim „Reußischen Volksboten“.
Vom 12. September 1918 bis zum 7. Dezember 1918 war er Mitglied im Landtag Reuß jüngerer Linie. Er war in einer Nachwahl für Richard Fleischmann am 12. September 1918 mit 614 von 859 Stimmen im Wahlkreis AW 13 gewählt worden. Da der Landtag am 12. Juni 1918 letztmals zusammentrat, nahm er an keine Sitzung teil.
Über die Umstände des Todes bestehen unterschiedliche Darstellungen. Reyk Seela berichtet, er sei am 7. Dezember 1918 von „Linksextremen Anhängern der Novemberrevolution“ ermordet worden. Im Jahrbuch des Museums Reichenfels-Hohenleben Nr. 38 wird hingegen beschrieben, der Tod sei Folge einer Lungenentzündung gewesen.